# Mudiria
Mudiria (em árabe: مديرية; romaniz.: Mudiriyah; pl. Mudiriyat) é uma subdivisão administrativa do mundo árabe, administrada por um mudir (em árabe: مدير, lit. "diretor"). É frequentemente traduzida como "província". Foi usada no Egito, no Sudão Anglo-Egípcio, na Líbia otomana e no Iêmem. As mudirias são subdivididas em marcazes (distritos).